# Stewart Brand
Stewart Brand, född 14 december 1938, är en amerikansk författare, mest känd som redaktör för Whole Earth Catalog. Han grundade ett antal organisationer, bland annat The WELL, Global Business Network, och Long Now Foundation. Han är författare till ett flertal böcker, bland annat Whole Earth Discipline.

## Steward Brand i Sverige
År 1972 i samband med FN:s första miljökonferens åkte Stewart Brand till Stockholm med hjälp av pengar han tjänat på tidningen Whole Earth Catalog. I Sverige försökte han arrangera en musikfestival på Skarpnäcksfältet med en grupp andra amerikaner med namnet "Hog Farm" efter mönster från Woodstockfestivalen i USA. Brand hade varit i kontakt med en grupp med namnet Pow Wow som var en hippiegrupp inriktad på ekologi, som dock gått samman med vänstergruppen Folkets Forum där man började förhöra Brand om hans politiska hemvist, som var bitvis apolitisk och drogliberal varför det samarbetet sprack. Festivalen genomfördes ändå och hade cirka 800 deltagare.
Pugh Rogefeldt skrev låten Hog Farm som en irriterad reaktion på det polisuppbåd som festivalen orsakade.